# Cagnicourt
Cagnicourt ist eine französische Gemeinde mit 422 Einwohnern (Stand 1. Januar 2022) im Département Pas-de-Calais in der Region Hauts-de-France. Sie gehört zum Arrondissement Arras und zum Kanton Brebières.

## Lage
Die Gemeinde Cagnicourt liegt auf halbem Weg zwischen den Städten Arras und Cambrai im Südosten des Départements. Nachbargemeinden von Cagnicourt sind Villers-lès-Cagnicourt im Nordosten, Buissy im Südosten, Quéant im Süden, Riencourt-lès-Cagnicourt im Südwesten, Hendecourt-lès-Cagnicourt im Westen und Haucourt im Nordwesten.

## Bevölkerungsentwicklung
| Jahr      | 1962 | 1968 | 1975 | 1982 | 1990 | 1999 | 2011 | 2022 |
| Einwohner | 443  | 429  | 407  | 408  | 394  | 386  | 428  | 422  |

## Sehenswürdigkeiten

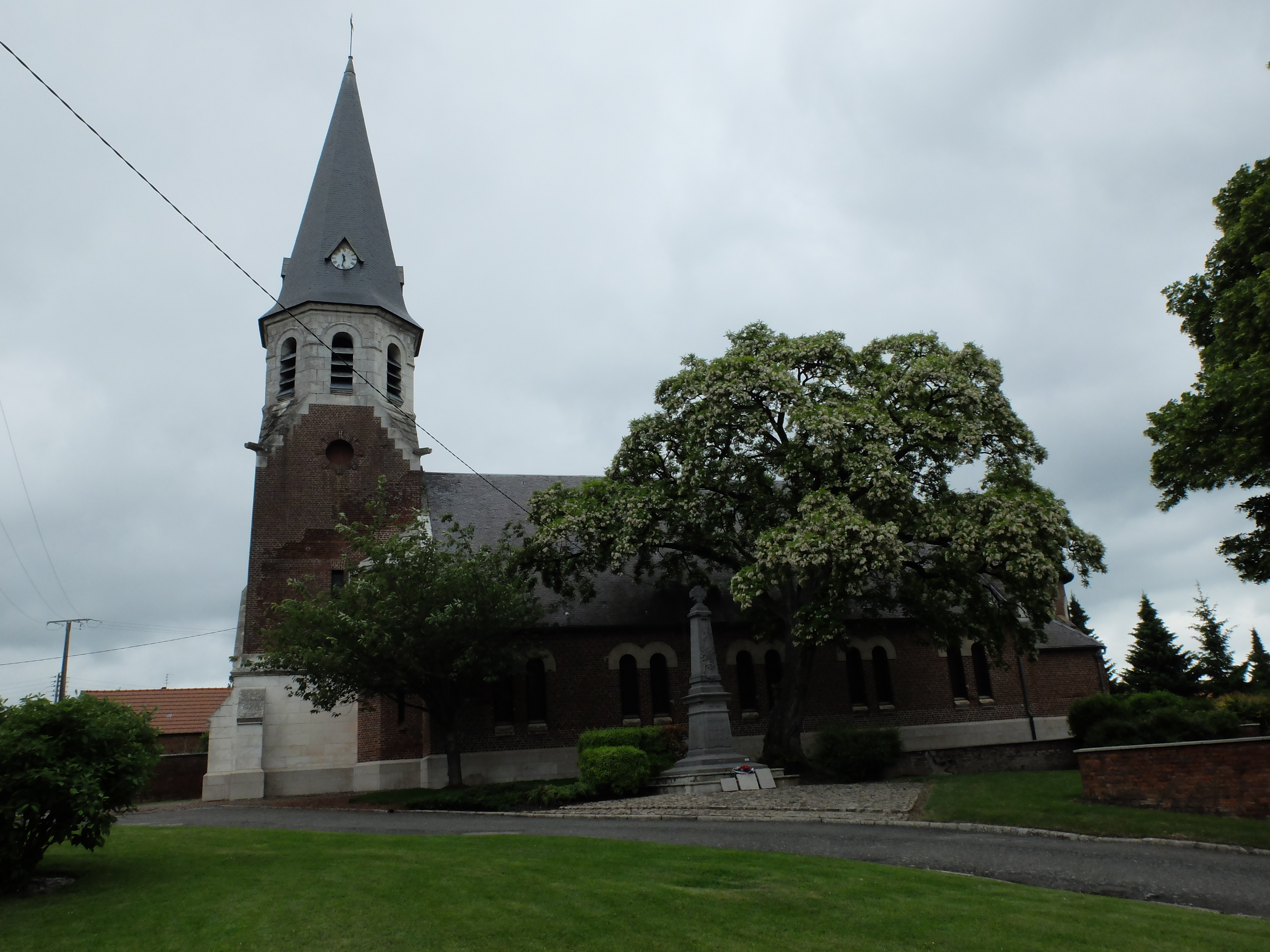
Kirche Saint-Martin
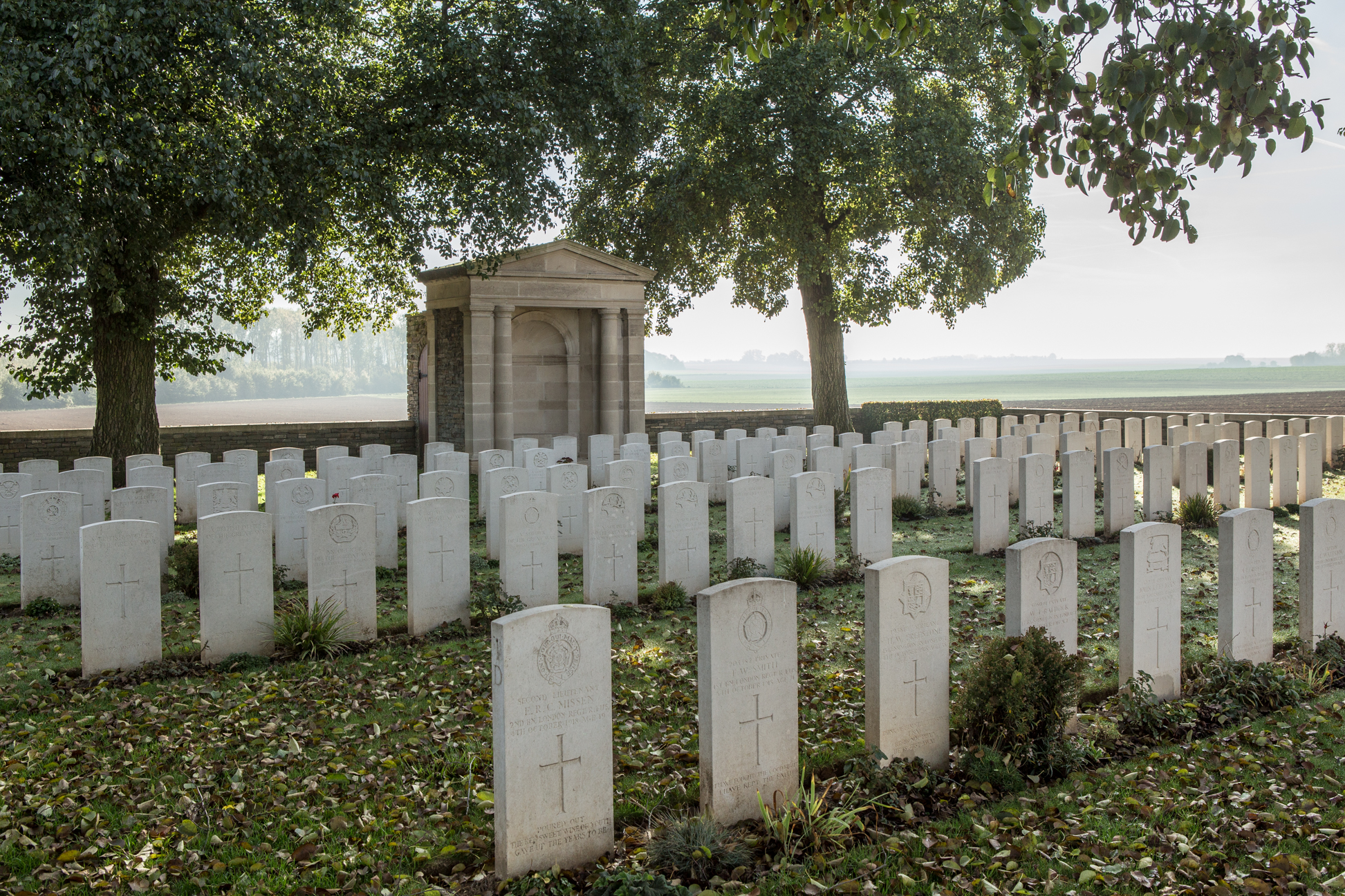
Soldatenfriedhof
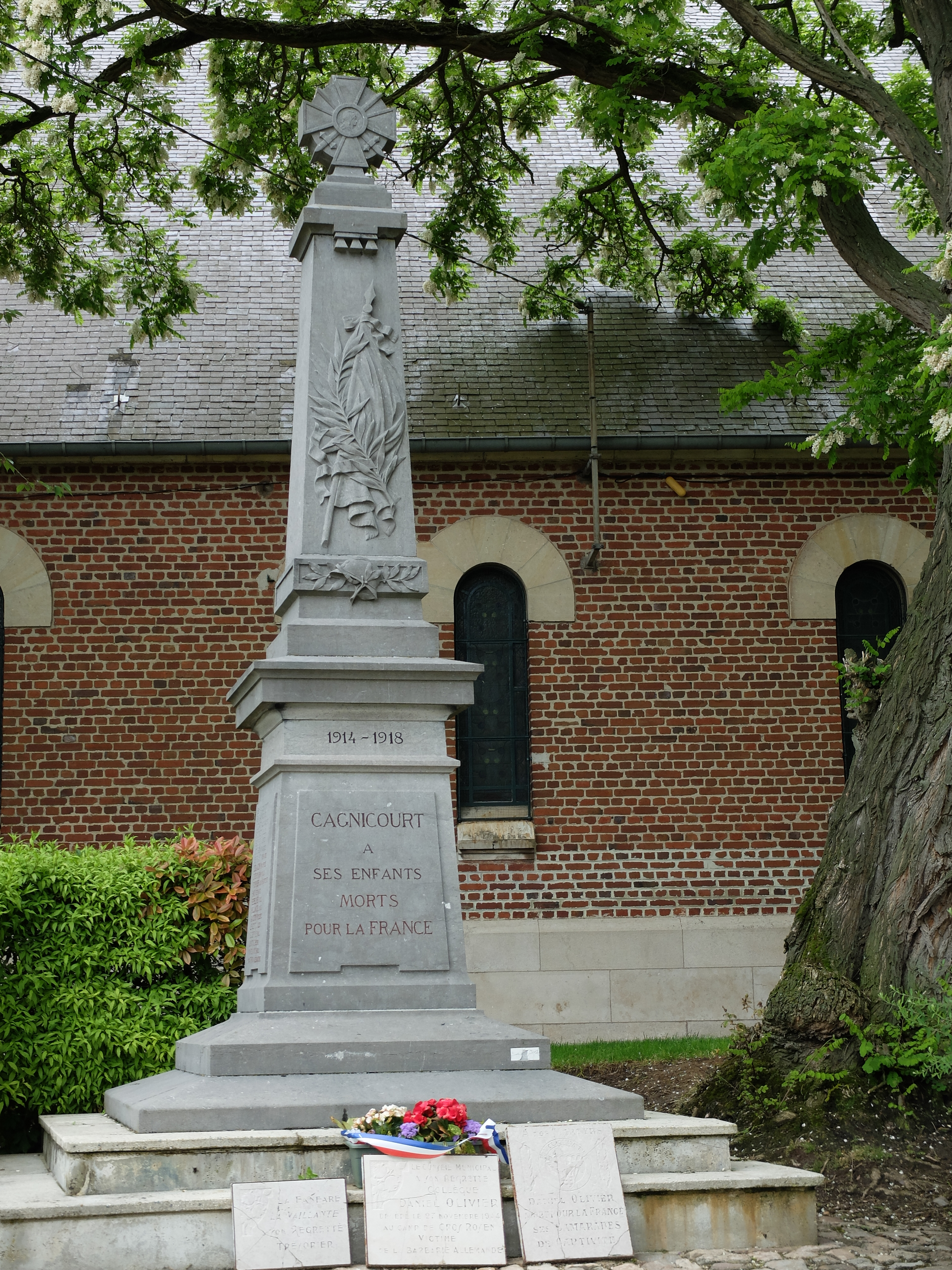
Gefallenendenkmal

- Wasserturm
- Soldatenfriedhof des Commonwealth

- Kirche Saint-Martin
- Soldatenfriedhof
- Gefallenendenkmal